# Гурбіндер Сінгх
Гурбіндер Сінгх (англ. Gurbinder Singh; нар. 6 червня 1977) — індійський борець греко-римського стилю, срібний призер чемпіонату Азії, чемпіон Співдружності, учасник Олімпійських ігор.

## Життєпис
Боротьбою почав займатися з 1988 року. Іноді брав участь у змаганнях з вільної боротьби, але без особливих успіхів.
Виступав за борцівський клуб «Baba Faridkot» Пенджаб. Тренер — Джугдав Сінгх (з 1988).
Служить в поліції.

## Спортивні результати на міжнародних змаганнях

### Виступи на Олімпіадах
| Змагання                    | Збірна | Вагова категорія                 | Місце |
| --------------------------- | ------ | -------------------------------- | ----- |
| Літні Олімпійські ігри 2000 | Індія  | греко-римська боротьба, до 63 кг | 13    |

### Виступи на Чемпіонатах світу
| Змагання                        | Збірна | Вагова категорія                 | Місце |
| ------------------------------- | ------ | -------------------------------- | ----- |
| Чемпіонат світу з боротьби 2001 | Індія  | греко-римська боротьба, до 63 кг | 15    |
| Чемпіонат світу з боротьби 2003 | Індія  | греко-римська боротьба, до 66 кг | 25    |
| Чемпіонат світу з боротьби 2006 | Індія  | греко-римська боротьба, до 66 кг | 32    |

### Виступи на Чемпіонатах Азії
| Змагання                       | Збірна | Вагова категорія                 | Місце  |
| ------------------------------ | ------ | -------------------------------- | ------ |
| Чемпіонат Азії з боротьби 2000 | Індія  | греко-римська боротьба, до 63 кг | 5      |
| Чемпіонат Азії з боротьби 2001 | Індія  | греко-римська боротьба, до 63 кг | 4      |
| Чемпіонат Азії з боротьби 2003 | Індія  | греко-римська боротьба, до 66 кг | Срібло |
| Чемпіонат Азії з боротьби 2007 | Індія  | греко-римська боротьба, до 66 кг | 7      |
| Чемпіонат Азії з боротьби 2008 | Індія  | греко-римська боротьба, до 66 кг | 5      |
| Чемпіонат Азії з боротьби 2009 | Індія  | греко-римська боротьба, до 66 кг | 8      |

### Виступи на Азійських іграх
| Змагання           | Збірна | Вагова категорія                 | Місце |
| ------------------ | ------ | -------------------------------- | ----- |
| Азійські ігри 1998 | Індія  | греко-римська боротьба, до 63 кг | 7     |
| Азійські ігри 2002 | Індія  | греко-римська боротьба, до 66 кг | 12    |

### Виступи на Чемпіонатах Співдружності
| Змагання                                | Збірна | Вагова категорія                 | Місце  |
| --------------------------------------- | ------ | -------------------------------- | ------ |
| Чемпіонат Співдружності з боротьби 2005 | Індія  | вільна боротьба, до 74 кг        | 6      |
| Чемпіонат Співдружності з боротьби 2005 | Індія  | греко-римська боротьба, до 66 кг | Золото |

### Виступи на інших змаганнях
| Змагання                                                             | Збірна | Вагова категорія                 | Місце  |
| -------------------------------------------------------------------- | ------ | -------------------------------- | ------ |
| Олімпійський кваліфікаційний турнір з боротьби 2000 (Клермон-Ферран) | Індія  | греко-римська боротьба, до 58 кг | 23     |
| Олімпійський кваліфікаційний турнір з боротьби 2000 (Ташкент)        | Індія  | греко-римська боротьба, до 58 кг | 12     |
| Міжнародний меморіал Дейва Шульца 2004                               | Індія  | греко-римська боротьба, до 66 кг | Срібло |
| Олімпійський кваліфікаційний турнір з боротьби 2004 (Новий Сад)      | Індія  | греко-римська боротьба, до 66 кг | 20     |
| Олімпійський кваліфікаційний турнір з боротьби 2004 (Ташкент)        | Індія  | греко-римська боротьба, до 66 кг | 21     |
| Олімпійський кваліфікаційний турнір з боротьби 2008 (Новий Сад)      | Індія  | греко-римська боротьба, до 66 кг | 17     |
| Міжнародний меморіал Дейва Шульца 2010                               | Індія  | греко-римська боротьба, до 66 кг | 5      |
| Турнір міста Сассарі 2011                                            | Індія  | вільна боротьба, до 66 кг        | 16     |

### Виступи на змаганнях молодших вікових груп
| Змагання                                      | Збірна | Вагова категорія                 | Місце |
| --------------------------------------------- | ------ | -------------------------------- | ----- |
| Чемпіонат світу з боротьби серед юніорів 1997 | Індія  | греко-римська боротьба, до 60 кг | 9     |
| Чемпіонат світу з боротьби серед юніорів 2001 | Індія  | греко-римська боротьба, до 69 кг | 19    |
| Чемпіонат світу з боротьби серед молоді 1995  | Індія  | греко-римська боротьба, до 62 кг | 16    |